# Concierto de almas
Concierto de almas es una película argentina en blanco y negro dirigida por Alberto de Zavalía sobre guion de Alejandro Casona que se estrenó el 25 de mayo de 1942 y que tuvo como protagonistas a Delia Garcés y Pedro López Lagar.

## Sinopsis
Una estudiante de medicina que se enamora de un paciente amnésico renuncia a él para no malograr la felicidad de otra mujer.

## Reparto
- Susana Canales ... Marta Valdez
- Chela Cordero
- Rafael Frontaura ... Dr Enrique
- Antonio Gandía
- Delia Garcés ... Alicia
- Pedro López Lagar ... Fernando Valdez
- Carlos Morganti
- Pepito Petray
- Ernesto Raquén ... Alfredo
- Alita Román ... Isabel Valdez
- Teresa Serrador ... madre de Alicia

## Comentario
La crónica de La Nación afirmaba que en la película "hay honestidad en los procedimientos y limpieza de recursos" en tanto que la crónica de Prensa decía que "autor, director e inté´pretes cumplen en ella una labor de méritos excepcionales".

## Premio
Por este filme la Academia de Artes y Ciencias Cinematográficas de la Argentina le otorgó el premio Cóndor Académico a la mejor actriz de reparto de 1942 a Alita Román.